# Erzbistum Teresina
Das Erzbistum Teresina (lateinisch Archidioecesis Teresiana, portugiesisch Arquidiocese de Teresina) ist eine römisch-katholische Diözese mit Sitz im brasilianischen Teresina im Bundesstaat Piauí.

## Geschichte
Ursprünglich wurde das Bistum 1902 als Diözese Piauí aus dem Bistum São Luís do Maranhão herausgelöst. 1920 wurden Gebiete an die neu errichtete Territorialprälatur Bom Jesus do Piauí abgetreten. Im Zuge der Errichtung des Bistums Teresina im Dezember 1944 entstanden aus dem Diözesangebiet mit den Bistümern Oeiras und Parnaíba zwei weitere Diözesen. Am 9. August 1952 wurde das Bistum zum Erzbistum Teresina erhoben. In den 1970er Jahren fanden die letzten Gebietsabtretungen an die neuen Bistümer Picos und Campo Maior statt.

## Bischöfe von Piauí
- Joaquim Antônio d’Almeida, 1905–1910
- Octaviano Pereira de Albuquerque, 1914–1922
- Severino Vieira de Melo, 1923–1944

## Bischöfe von Teresina
- Severino Vieira de Melo, 1944–1952

## Erzbischöfe von Teresina
- Severino Vieira de Melo, 1952–1955
- Avelar Brandão Vilela, 1955–1971
- José Freire Falcão, 1971–1984
- Miguel Fenelon Câmara Filho, 1985–2001
- Celso José Pinto da Silva, 2001–2008
- Sérgio da Rocha, 2008–2011
- Jacinto Furtado de Brito Sobrinho, 2012–2023
- Juarez Sousa da Silva, seit 2023